# Г
Ghe hay Ge (Г г г; in nghiêng: Г г) là một mẫu tự trong bảng chữ cái Kirin. Trong một vài ngôn ngữ, Г được đọc thành He. nó thể hiện âm tắc ngạc mềm hữu thanh /ɡ/, như âm ⟨g⟩ trong từ "go" của tiếng Anh.
Chữ Г thường được chuyển tự Latinh thành G, nhưng khi chuyển tự trong tiếng Belarus, tiếng Ukraina và tiếng Rusyns, chữ H Latinh được sử dụng.

## Lịch sử
Chữ Г Kirin có nguồn gốc trực tiếp từ chữ Gamma (Γ) viết trong thư tịch uncial.
Trong bảng chữ cái sơ Kirin, tên của nó là глаголи (glagoli), nghĩa là "nói".
Trong hệ thống số Kirin, chữ Г có giá trị là 3.

## Sử dụng trong Ngữ tộc Slav

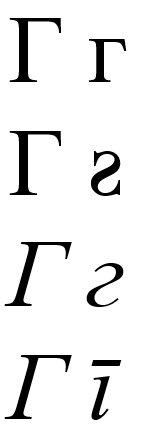
Mẫu tự Г trong:
phông chữ thường tiếng Nga/Serbia;
Chữ Kirin Bulgaria;
phông chữ nghiêng tiếng Nga/Bulgaria;
phông chữ nghiên tiếng Serbia

### Nhóm ngôn ngữ Nam Slav
Trong tiếng Tiếng Serbia, Tiếng Bulgaria, Tiếng Macedonia tiêu chuẩn mẫu tự Г thể hiện âm tắc ngạc mềm hữu thanh /ɡ/ nhưng bị mất thanh thành /k/ khi đứng cuối từ hoặc đứng trước một phụ âm vô thanh.

### Tiếng Nga
Trong tiếng Nga tiêu chuẩn, Г thể hiện âm tắc ngạc mềm hữu thanh /ɡ/ nhưng bị mất thanh thành /k/ khi đứng cuối từ hoặc đứng trước một phụ âm vô thanh. Nó thể hiện âm /ɡʲ/ trước nguyên âm ngạc. Đối với tiếng Nga giọng miền Nam, âm của nó là âm xát ngạc mềm hữu thanh /ɣ/. Đôi lúc, ở những vùng giáp biên giới với Belarus và Ukraina Г thể hiện âm xát hầu /ɦ/.
Một số từ tiếng Nga, với một vài người, có thể được chấp nhận đọc âm /ɣ/ (đôi lúc được gọi là Г kiểu Ukraina): Бог, богатый, благо, Господь (Bog, bogatyj, blago, Gospod’). Thông thường, âm này bị coi nghịch chuẩn hay phương ngữ của tiếng Nga và không được khuyến khích đọc theo khi học tiếng Nga. Бог (Bog, "Chúa trời") luôn được phát âm [box] khi dùng ở dạng danh cách.
Trong tiếng Nga, dạng sinh cách danh từ kết thúc bằng -ого, -его, Г biểu thị âm [v], kể cả từ сегодня ("hôm nay", từ сего дня).
Mẫu tự Г thể hiện âm /x/ vô thanh (không phải /k/) khi đứng trước К trong hai từ của tiếng Nga là мягкий và лёгкий, và các từ phái sinh của nó.
Mẫu tự H La Tinh trong những từ có gốc La Tinh, tiếng Hy Lạp, tiếng Anh hoặc tiếng Đức thường được chuyển tự qua tiếng Nga thành Г thay vì Х: hero → герой, hamburger → гамбургер, Haydn → Гайдн. That can occasionally cause ambiguity, ví dụ cả tên Harry và Gary/Garry trong tiếng Anh sẽ được chuyển tự qua tiếng Nga thành:/Гарри Поттер). Nguyên nhân khiến cho Г được dùng để chuyển H khá phức tạp, trong đó phải kể đến lý do là trong thực tế Г được dùng để thay thế h trong tiếng Ukraina, tiếng Belarus và trong một số phương ngữ của tiếng Nga, cùng với quan điểm cho rằng âm Х nghe khá thô. Tuy vậy, trong một số từ mượn mới (thường là từ tiếng Anh), Х thường được dùng hơn. 

### Tiếng Belarus, tiếng Rusyn và tiếng Ukraina
Trong tiếng Ukraina và tiếng Rusyn, Г đại diện cho âm xát hầu hữu thanh [ɦ].
Trong tiếng Belarus (tương tự với tiếng Nga giọng miền Nam), Г đại diện cho âm xát ngạc mềm hữu thanh /ɣ/ và âm vòm hóa của nó /ɣʲ/.
Trong tiếng Ukraina và tiếng Belarus, âm tắc ngạc mềm hữu thanh /ɡ/ được ghi bằng chữ Ghe (Ґ ґ) trong tiếng Ukraina và bằng chữ kép кг trong tiếng Belarus. Trong cả hai ngôn ngữ, mẫu tự Ghe được chuyển tự thành G chứ không phải H.

## Sử dụng trong các ngôn ngữ phi-Slav
Trong một vài ngôn ngữ phi-Slav, Γ đại diện cho cả âm /g/ và /ʁ~ɣ/ (âm thứ hai được thể hiện ở hầu hết các ngôn ngữ trong ngữ hệ Turk và một số ngôn ngữ thuộc ngữ tộc Phần Lan-Ugria).
Trong tiếng Ossetia – một ngôn ngữ thuộc ngữ tộc Ấn-Iran được sử dụng tại vùng Kavkaz – mẫu tự Γ đại diện cho âm /g/, ngoài ra còn có mẫu tự kép Γъ đại diện cho âm xát tiểu thiệt hữu thanh /ʁ/.

## Các mẫu tự liên quan và các mẫu tự tương tự
- Γ γ: Mẫu tự Gamma trong văn tự Hy Lạp
- G g: Mẫu tự G trong hệ chữ Latin
- Ґ ґ: Mẫu tự Γ với dấu nháy trên trong hệ chữ Kirin, đọc là ghe (hoặc ge) trong tiếng Ukraina
- Ѓ ѓ: Mẫu tự Gje trong hệ chữ Kirin
- Ғ ғ: Mẫu tự Ghayn trong hệ chữ Kirin
- ₴: ký hiệu của đồng hryvnia, đơn vị tiền tệ của Ukraina

## Mã hóa trên máy tính
| Kí tự               | Г                           | Г                           | г                         | г                         |
| ------------------- | --------------------------- | --------------------------- | ------------------------- | ------------------------- |
| Tên Unicode         | CYRILLIC CAPITAL LETTER GHE | CYRILLIC CAPITAL LETTER GHE | CYRILLIC SMALL LETTER GHE | CYRILLIC SMALL LETTER GHE |
| Mã hóa ký tự        | decimal                     | hex                         | decimal                   | hex                       |
| Unicode             | 1043                        | U+0413                      | 1075                      | U+0433                    |
| UTF-8               | 208 147                     | D0 93                       | 208 179                   | D0 B3                     |
| Tham chiếu ký tự số | &#1043;                     | &#x413;                     | &#1075;                   | &#x433;                   |
| KOI8-R và KOI8-U    | 231                         | E7                          | 199                       | C7                        |
| CP 855              | 173                         | AD                          | 172                       | AC                        |
| Windows-1251        | 195                         | C3                          | 227                       | E3                        |
| ISO-8859-5          | 179                         | B3                          | 211                       | D3                        |
| Mac Cyrillic        | 131                         | 83                          | 227                       | E3                        |